# Китайката
„Китайката“ (на френски: La Chinoise) е френски филм от 1967 година, трагикомедия на режисьора Жан-Люк Годар по негов собствен сценарий, базиран на романа на Фьодор Достоевски „Бесове“.
Филмът представя сатирично, макар и добронамерено, малка група френски студенти комунисти, планиращи терористични акции в името на очаквана от тях маоистка революция. Главните роли се изпълняват от Ан Вяземски, Жан-Пиер Лео, Жулиет Берто.
„Китайката“ е номиниран за наградата „Златен лъв“ на Венецианския филмов фестивал, където получава специалната награда на журито.